# Lijst van burgemeesters van Schijndel
Dit is een lijst van burgemeesters van de voormalige Nederlandse gemeente Schijndel in de provincie Noord-Brabant.
| Ambtsperiode | Naam burgemeester                        | Partij of stroming | Bijzonderheden |
| ------------ | ---------------------------------------- | ------------------ | -------------- |
| 1810 - 1832  | Jan van Beverwijk                        |                    |                |
| 1832 - 1843  | Lambertus van Doorn                      |                    |                |
| 1844 - 1874  | Wilhelmus Verhoeven                      |                    |                |
| 1874 - 1889  | Petrus A. Verhagen                       |                    |                |
| 1889 - 1890  | Bernardus J. Hulshof                     |                    |                |
| 1890 - 1919  | Hendricus L. Manders                     |                    |                |
| 1919 - 1937  | Jan (J.J.) Janssens                      |                    |                |
| 1937 - 1952  | Willem (W.J.N.) Wijs                     |                    |                |
| 1952 - 1975  | Louis (A.Th.J.H.) van Tuijl              |                    |                |
| 1976 - 1998  | Gerard (G.M.) Scholten                   | CDA                |                |
| 1998         | Joep (J.L.M.) Baartmans-van den Boogaart | PvdA               | waarnemend     |
| 1998 - 2011  | Henk (H.Th.H.) Opsteegh                  | PvdA               |                |
| 2011 - 2017  | Jetty (J.) Eugster-van Bergeijk          | CDA                |                |